# .al

Vlag van Albanië

.al is het achtervoegsel van domeinnamen in Albanië. .al-domeinnamen worden uitgegeven door de Telecommunications Regulatory Authority of Albania, die verantwoordelijk is voor het topleveldomein 'al'.